# Mindoromuskaatduif
De mindoromuskaatduif (Ducula mindorensis) is een duif uit het geslacht Ducula. Het is een bedreigde, endemische vogelsoort die voorkomt op het eiland Mindoro in de Filipijnen.
De vogel werd in 1896 door John Whitehead geldig beschreven als Carpophaga mindorensis; de Filipijnse naam is Balud.

## Kenmerken
Het mannetje is gemiddeld 45,5 centimeter lang (inclusief staart) en heeft een spanwijdte van 24 centimeter. Het vrouwtje is gemiddeld 42 centimeter met een spanwijdte van 23 centimeter. De mindoromuskaatduif is de grootste muskaatduif in de Filipijnen. De mannetjes en vrouwtjes van deze soort verschillen niet veel van elkaar. De voorzijde van de kop en de keel zijn rozeachtig grijs. De kruin, de achterkant van de nek, de achterkant van de rug en de borst zijn blauwgrijs. De achterkant van de rug verloopt van donkergrijs naar zwart meer naar onderen. De Mindoro-muskaatduif heeft een zwarte ring rond de ogen die wat met een punt naar achter loopt. De bovenkant van de vleugels is bronskleurig en de rest van de rug en vleugels smaragdkleurig groen. De staart is bij het begin smaragdkleurig groen en bijna aan het einde zit een grijze band en helemaal aan het eind een zwarte band. De onderkant van de borst en de buik zijn lichtgrijs. De staart is aan de onderkant grijs met een kaneelkleurige rand. De onderkant van de vleugels zijn zwartachtig grijs. De snavel is zwart, de ogen hebben een binnenring die geel is en een buitenring die rood is. De huid rond de ogen en oogleden zijn bij het mannetje geel en bij het vrouwtje oranje. De poten van de Mindoro-muskaatduif zijn roze tot rood.

## Verspreiding, leefgebied en leefgewoonten
Deze duivensoort komt voor op het eiland Mindoro en is meestal te vinden in de bossen boven een hoogte van zo'n 800 tot 950 meter boven zeeniveau. De mindoro-muskaatduif komt alleen of in paartjes voor. Een enkele keer ook wel in kleine groepjes tot hoogstens vier individuen.
De mindoromuskaatduif eet waarschijnlijk fruit, maar er is niet veel bekend over de eetgewoonten en het voortplantingsgedrag van deze duif in het wild.

## Status
De mindoromuskaatduif heeft een beperkt verspreidingsgebied en daardoor is de kans op uitsterven aanwezig. De grootte van de populatie werd in 2016 door BirdLife International geschat op 600 tot 1700 individuen en de populatie-aantallen nemen af door jacht en door habitatverlies. Het leefgebied wordt aangetast door ontbossing waarbij natuurlijk bos wordt omgezet in gebied voor agrarisch gebruik. Om deze redenen staat deze soort als bedreigd op de Rode Lijst van de IUCN.